# О свободе христианина
«О свободе христианина» (лат. De libertate christiana, нем. Von der Freiheit eines Christenmenschen) — трактат Мартина Лютера, опубликованный в ноябре 1520 года. В этом трактате природа человека рассматривается как двухчастная: духовная (нем. geistlicher) и физическая (нем. leiblicher). Этой дихотомии соответствует разделение внутренний/внешний человек. Отсюда никакие внешние обстоятельства (нем. äußerliches Ding) не могут причинить вред душе человека. Равным образом, как богатство не вредит душе, так и аскеза её не спасает. Единственным достаточным условием спасения является вера (Sola fide) — главная сила и свобода христианина. При этом никакие дела не способны оправдать человека. Учение об оправдании делами Лютер называет левиафаном.
Одна лишь вера, без дел, оправдывает, освобождает и спасает
Однако Лютер предостерегал от крайностей в понимании свободы. Обряды все же необходимы людям (особенно молодежи) для устроения жизни, но они не являются самоцелью, а лишь средством для сдерживания пороков. В этом трактате также проводится идея всеобщего священства c опорой на Библию (1Пет. 2:9). Лютер закладывает основы протестантской трудовой этики, замечая. что труд — это не наказание за грех (Быт. 3:19), а возложенная Богом на человека задача (Быт. 2:15). Также он настаивает на необходимости служения ближним.